# Sokolniki (gromada w powiecie wrzesińskim)
Sokolniki – dawna gromada, czyli najmniejsza jednostka podziału terytorialnego Polskiej Rzeczypospolitej Ludowej w latach 1954–1972.
Gromady, z gromadzkimi radami narodowymi (GRN) jako organami władzy najniższego stopnia na wsi, funkcjonowały od reformy reorganizującej administrację wiejską przeprowadzonej jesienią 1954 do momentu ich zniesienia z dniem 1 stycznia 1973, tym samym wypierając organizację gminną w latach 1954–1972.
Gromadę Sokolniki z siedzibą GRN w Sokolnikach utworzono – jako jedną z 8759 gromad na obszarze Polski – w powiecie wrzesińskim w woj. poznańskim, na mocy uchwały nr 42/54 WRN w Poznaniu z dnia 5 października 1954. W skład jednostki weszły obszary dotychczasowych gromad Gałęzewice i Sokolniki, ponadto miejscowości Gorazdowo i Piaski z dotychczasowej gromady Gorazdowo oraz miejscowości Szamarzewo i Chuby wraz z parcelami 1-19 i 24-28 z karty 2 obrębu Borkowo z dotychczasowej gromady Szamarzewo – ze zniesionej gminy Borzykowo w tymże powiecie. Dla gromady ustalono 16 członków gromadzkiej rady narodowej.
31 grudnia 1971 gromadę zniesiono, a jej obszar włączono do gromady Borzykowo w tymże powiecie.